# 菊池涼介
菊池 涼介（きくち りょうすけ、1990年3月11日 - ）は、東京都東大和市出身のプロ野球選手（内野手）。右投右打。広島東洋カープ所属。
愛称は「キク」。2021年開催の東京オリンピック 野球 金メダリスト。
守備の名手として知られ、二塁手としていずれもNPB記録であるシーズン535補殺、シーズン守備率10割（無失策）、569連続守備機会無失策を記録し、10年連続でゴールデングラブ賞を受賞した。打撃面では2022年にセ・リーグ史上初となる100本塁打＆300犠打を達成した。

## 経歴

### プロ入り前
東大和市立第三中学校時代は地元の東大和リトルシニアでプレーし、中学まで東大和市で暮らした後に、シニアの監督の勧めで長野県塩尻市にある武蔵工業大学第二高等学校へ進学。当時から球際に強かったため、高校時代のポジションは強い打球をさばく機会の多い三塁手だったが、春夏ともに全国大会へ出場できなかった。
高校卒業後に、東海地区大学野球連盟岐阜学生リーグに所属する中京学院大学へ進学。1年時の春からリーグ戦に出場すると、ベストナインに5回選ばれるなど、リーグ屈指の遊撃手として活躍した。2年時に三冠王にも輝く一方で、チームが9回の時点でリードを保っている局面では、投手として登板していた。
2011年10月27日に行われたプロ野球ドラフト会議で広島東洋カープから2巡目指名を受け、契約金7000万円、年俸1000万円（金額は推定）で契約を合意し、入団。なお、指名の直後には、自身と同じ内野手出身で当時の一軍監督・野村謙二郎が現役時代に着用していた背番号「7」を希望していたが、背番号は「33」となり、2015年に変更を打診された際も番号を変更せず「絶対変えません」と生涯33を着用すると語っている。

### 広島時代
2012年は、公式戦の開幕を二軍で迎えたが、俊足巧打が首脳陣に評価されたことから、6月30日の対横浜DeNAベイスターズ戦（MAZDA Zoom-Zoom スタジアム広島）5回裏に代打で一軍デビュー。7月に東出輝裕が怪我で戦線を離脱すると、以降は二塁手として出場し、東出の穴を埋める活躍を見せた。
2013年は、一軍公式戦の開幕から二塁手のレギュラーに定着。5月12日の対中日ドラゴンズ戦（マツダスタジアム）で6回一死満塁の打席で三瀬幸司から、7月28日の対東京ヤクルトスワローズ戦（マツダスタジアム）では5回一死満塁の打席で赤川克紀からそれぞれ満塁本塁打を放った。シーズン通算では141試合の出場で打率.247、11本塁打を記録した。その一方で、セントラル・リーグ1位の50犠打を記録したことで、2001年に東出が達成したチームのシーズン記録（49犠打）も上回った。守備面では、二塁手としてリーグ最多の18失策を喫したが、9月26日の対中日戦（ナゴヤドーム）でシーズン497個目の補殺を記録。この時点で日本野球機構の一軍公式戦における二塁手としての最多補殺記録を達成すると、レギュラーシーズンが終了するまでに記録を528補殺まで伸ばした。オフの11月に台湾で開催された「2013 BASEBALL CHALLENGE 日本 VS チャイニーズ・タイペイ」の日本代表に選出された。
2014年は、二塁手として一軍公式戦全144試合に出場。5月11日の対中日戦（マツダスタジアム）で8回二死満塁の打席で朝倉健太から満塁本塁打、6月に開催された18試合全てで安打を打つなど打撃面でも飛躍を遂げ、リーグトップの39二塁打、2年連続の11本塁打を打ったほか、打率.325、188安打（いずれもリーグ2位）という成績を収めた。シーズン188安打は嶋重宣が2004年に記録した球団記録の189安打にあと1本まで迫る、球団歴代2位の好記録であった。また、20試合連続安打を1シーズンに2度記録した。NPBの一軍公式戦でこの記録を達成したのは平井正明（1950年）・イチロー（1994年）に次いで3人目。また、前年に自身で達成した二塁手としてのシーズン補殺数の日本記録を535にまで更新した。オフの11月に開催された日米野球の日本代表に選出された。この強化試合では日本代表の正二塁手として打率.381を記録（詳細後述）。
2015年は、シーズン開幕前の3月に開催された「GLOBAL BASEBALL MATCH 2015 侍ジャパン 対 欧州代表」の日本代表に選出された。第1戦（3月10日）に「2番・二塁手」として先発出場したほか、翌11日の第2戦にも途中から出場した。シーズンでは2年連続で一軍公式戦全試合に出場。5月22日の対ヤクルト戦（マツダスタジアム）で1-1の同点で迎えた延長10回二死無走者の打席で徳山武陽から自身初のサヨナラ本塁打を放ったが、打撃面では、打率.254、8本塁打、32打点で、2013年のレギュラー定着後最低の成績に終わった。なお、11月開催の第1回WBSCプレミア12の日本代表には候補には選出されたが、最終発表で外れた。
2016年は、シーズン開幕前の2月15日に「侍ジャパン強化試合 日本 vs チャイニーズタイペイ」の日本代表に選出された。シーズンでは一軍公式戦の開幕後は、12試合連続安打を記録するほど打撃面で好調だった。しかし、4月8日に体調不良から高熱を発すると、当日の対阪神タイガース戦（甲子園）へのベンチ入りを見合わせた。この措置によって、2013年6月27日の対巨人戦（マツダ）から続いていた一軍公式戦への出場が378試合目で途切れた。その後も7月2日の守備で左肩を打撲、9月8日の守備ではファウルフライを追ってフェンスに激突し、右膝を打撲するなどアクシデントにも見舞われたが、141試合に出場し、自身初の打撃タイトルである最多安打を獲得した。同一シーズンで安打数と犠打数のリーグ1位を記録するのはNPB史上初である。オフの10月18日に「侍ジャパン 野球オランダ代表 野球メキシコ代表 強化試合」の日本代表に選出された。
2017年は、シーズン開幕前の3月に開催された第4回ワールド・ベースボール・クラシック（WBC）の日本代表に選出された。同大会では日本が敗退する準決勝まで大会の全試合に出場した。二次ラウンドのオランダ戦ではザンダー・ボガーツの打球を好捕しオランダ代表のベンチにいたアンドレルトン・シモンズが思わず拍手するシーンもあった（後述）。準決戦のアメリカ合衆国戦では自身の失策がきっかけで先制点を許したが、6回にネイト・ジョーンズから一時同点となるソロ本塁打を打った。

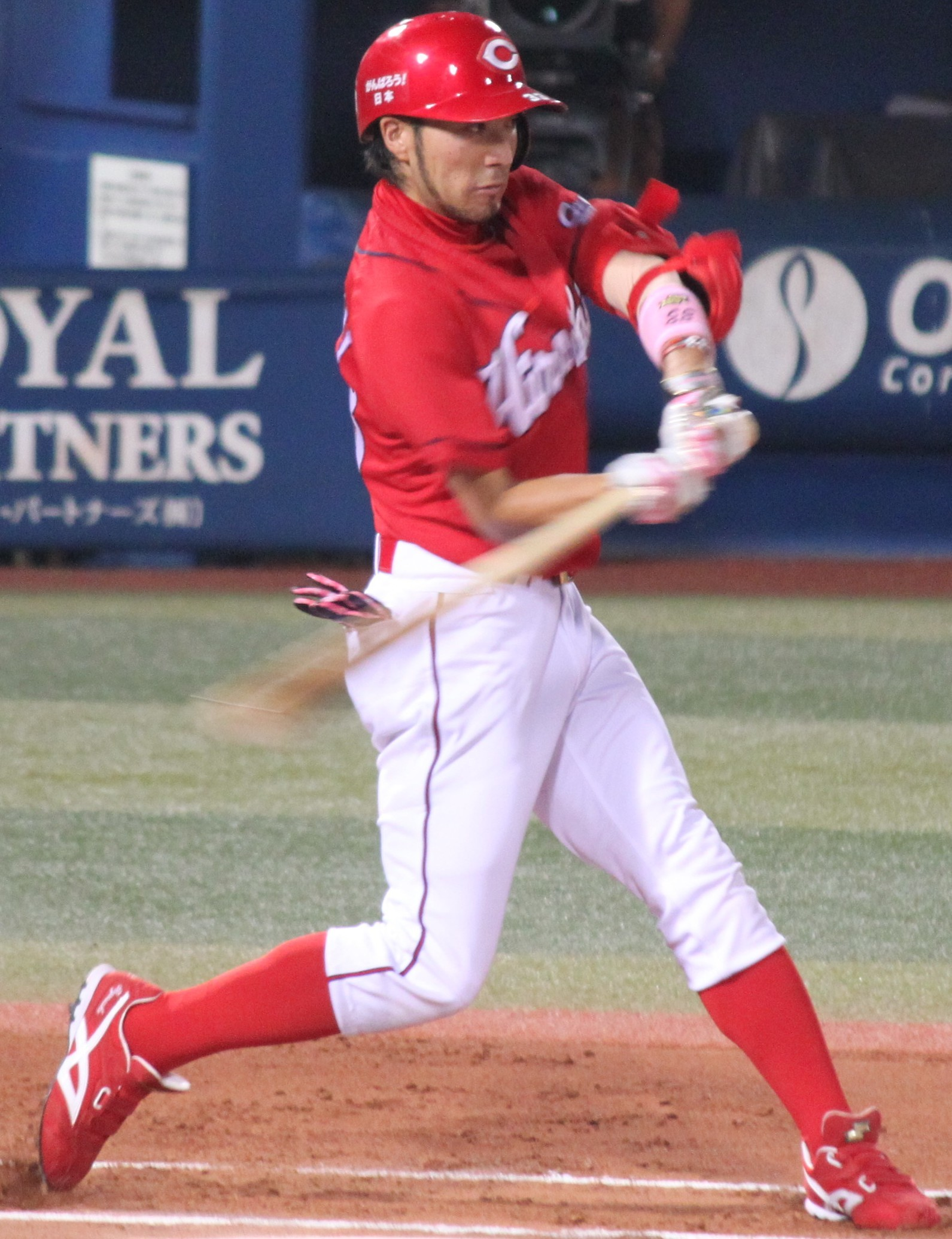
打席での菊池（2014年9月6日、横浜スタジアムにて）

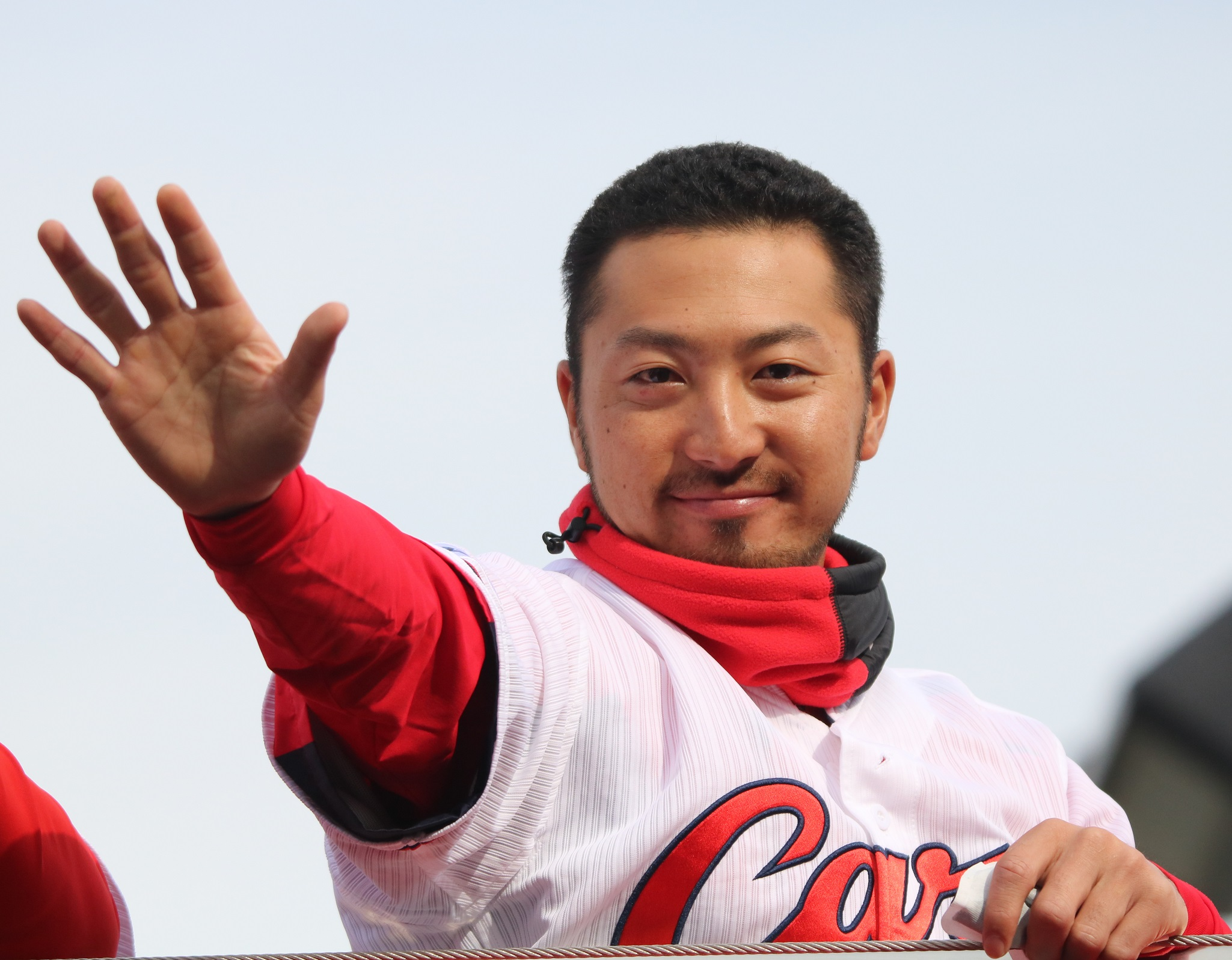
2017年11月25日、優勝パレードにて

シーズンではWBCからの疲労とチーム方針で定期的に先発を外される試合もあり、特に夏場以降調子をやや崩し、前年と比べ、打率を落としたがチーム最多の犠打数（30）と好守でチームの連覇に貢献した。11月17日には自身初のベストナインを受賞した。
2018年は、シーズン通して打率は上がらず、下位打線に打順を下げられた試合もあった。規定打席に到達した打者の中では打率最下位である。4月15日の対読売ジャイアンツ戦（東京ドーム）では5回二死に野上亮磨から、7回二死に上原浩治からそれぞれ本塁打を放ち、自身初の2打席連続本塁打を放った。8月9日の対中日戦（マツダスタジアム）では2-2の同点で迎えた延長11回一死一・二塁の打席でジョエリー・ロドリゲスから、9月4日の対阪神戦（マツダスタジアム）では4-4の同点で迎えた延長12回二死三塁の打席でラファエル・ドリスからそれぞれサヨナラ安打とシーズンでは2度のサヨナラ打を放つなど、3年連続リーグ優勝に貢献した。クライマックスシリーズファイナルステージ出場時は打率.200ながらも第2戦に1-1の同点で迎えた8回二死一・二塁の打席で畠世周から決勝3点本塁打を放ち、ファイナルステージMVPを獲得した。
2019年は、菊池保則がトレードで加入したため、報道上の表記が「菊池涼」に変更されたが、スコアボード上の表記は自身の意向で「菊池」のままとなった。138試合の出場で打率.261、13本塁打、48打点、14盗塁、28犠打だった。オフの11月に開催された第2回WBSCプレミア12の日本代表に選出された。また、ベストナインを受賞した。そして、11月8日にポスティングによるメジャー挑戦が発表された。MLBの複数球団と交渉を行なったものの話がまとまらず、12月27日に広島に残留することを表明し、推定年俸3億円プラス出来高の4年契約を結んだ。
2020年は、開幕こそ19打席連続無安打と不振に陥ったが、20打席目に中前打を打つとその日は本塁打を含む猛打賞を記録し、最終的には打率.271、10本塁打と、5年連続で2桁本塁打を記録した。守備面では二塁手として史上初となるシーズン守備率10割（無失策）を達成し、セ・リーグ記録となる守備機会連続無失策503を記録した。オフには西武ライオンズの辻発彦の7年連続を超えて、二塁手部門ではNPB史上初となる8年連続でゴールデングラブ賞を受賞した。
2021年は、開幕から好調を維持し、開幕戦から16試合連続安打を打つなど30試合で45安打。リーグトップの打率.352のほか、5本塁打、12打点を記録。3、4月度のセ・リーグ打者部門の「大樹生命月間MVP賞」を受賞し、自身3度目の受賞となった。5月17日に、新型コロナウイルスの陽性判定を受けたことが球団から発表され、5月18日に「感染拡大防止特例2021」に基づき登録抹消された。その後、6月1日にファームで実戦復帰し6月2日の日本ハム戦から一軍復帰。8月の阪神タイガース戦（京セラドーム）で自打球が左足に直撃し、腫れが引かない状態で1か月以上プレイし続け、後に受診したところ骨折していたことが判明したとシーズン後に明かしている。同年も9年連続となるゴールデングラブ賞を受賞した。
2022年は5月3日に初めてベンチ入りメンバーから外れたこともあったが、シーズン前半では打率トップに立つなど、打撃面で大きく数字を伸ばした。8月16日に新型コロナに感染したが、同月26日に復帰した。この年のオフ、両リーグ最多を更新する10年連続10回目のゴールデングラブ賞を受賞し「本当にうれしい。まさか10回も取れるとは思っていなかった」と語った。10年連続の受賞は1981年まで外野手で受賞した広島の山本浩二に並びリーグトップである。
2023年は4月27日の対中日戦で通算132人目となる1500安打を達成した。5月12日の対巨人戦（東京ドーム）では延長10回二死満塁の打席でヨアン・ロペスから満塁本塁打を放った。7月15日の対DeNA戦（横浜スタジアム）ではプロ入り12年目で初めて4番打者として先発出場した。8月23日の対DeNA戦（横浜スタジアム）では濵口遥大から安打を放ち、11年連続のシーズン100安打に到達。球団では山本浩二の17年連続、衣笠祥雄、高橋慶彦の12年連続に次ぎ、史上4人目の記録となった。9月5日の対DeNA戦（マツダスタジアム）で一塁にヘッドスライディングした際に左手親指を負傷し、5試合連続で先発を外れたあと同月11日に出場選手登録を抹消された（同月23日に一軍復帰）。最終的に5本塁打・27打点はいずれも規定打席に達したシーズンでは自己最少に留まり、プロ入り2年目から10年連続で受賞中だったゴールデングラブ賞も逃す形となった（この年の二塁手部門は中野拓夢が受賞）。オフの12月6日に5000万円減で新たに2年契約となる推定年俸2億5000万円プラス出来高払いで契約を更改した。
2024年は8月14日の対DeNA戦（マツダスタジアム）で7回二死に山﨑康晃から通算300二塁打、2点を追う9回一死一・二塁の打席で森原康平から逆転サヨナラ3点本塁打を放った。このサヨナラ打は後に9月13日に8月度の「月間スカパーサヨナラ賞」に選出された。8月29日の対中日ドラゴンズ戦（バンデリンドーム）ではNPBで5人目、広島の選手では初となる通算350犠打を達成、9月25日の対ヤクルト戦（マツダスタジアム）では2回二死一塁の打席で高橋奎二から安打を放ち、衣笠祥雄、高橋慶彦に並ぶ球団歴代2位タイとなる12年連続シーズン100安打を記録した。

## 選手としての特徴

### 打撃

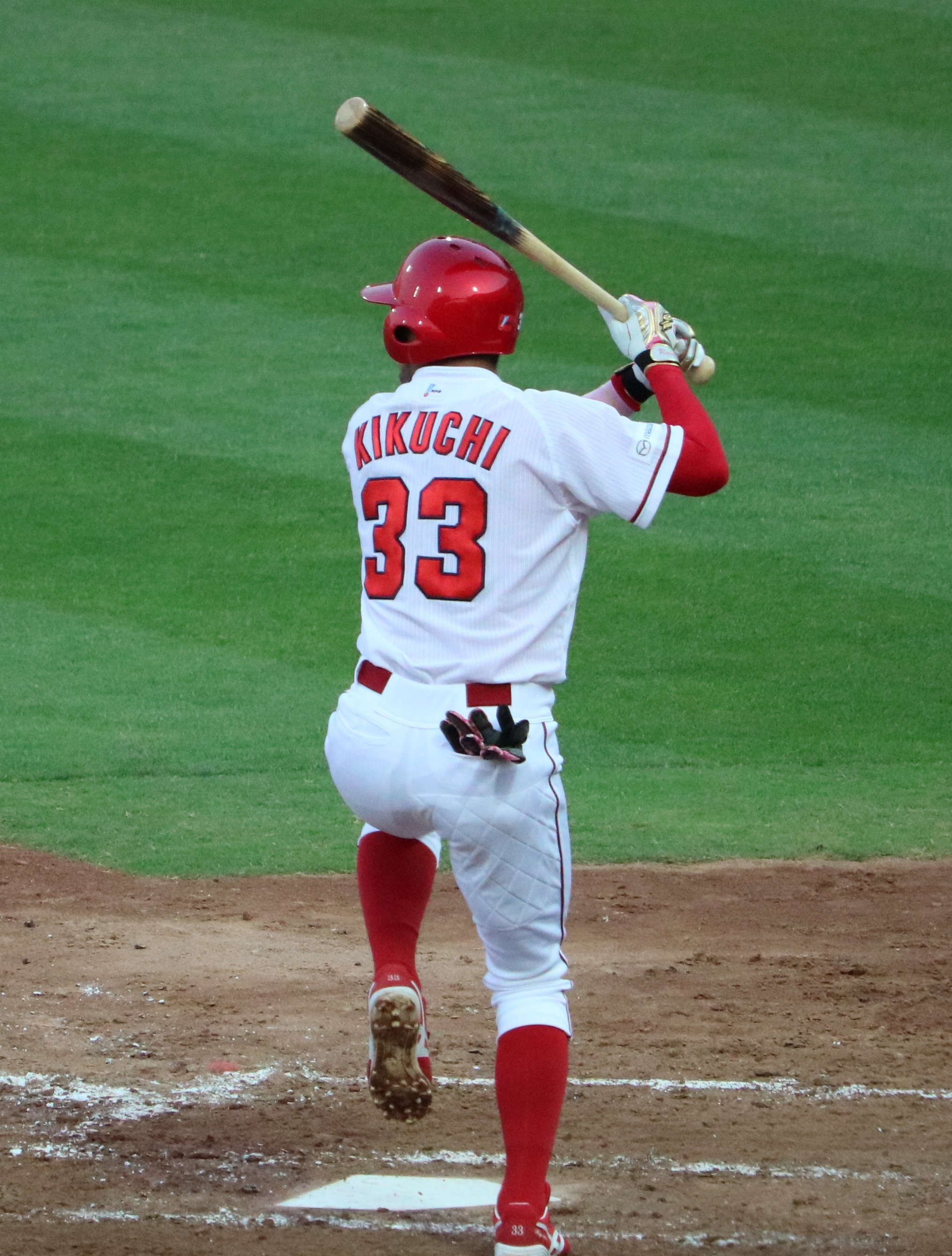
打席での菊池（2017年6月15日、マツダスタジアムにて）

小柄な体を最大限に活かした守備が最大の売りでありながら、思い切りの良いスイングで長打力も兼ね備える選手である。あまり右打者には有利ではないマツダスタジアムを本拠地としながらも、シーズン2桁本塁打を8回記録している。広角に打てる器用さもあると評価されたこともある。
大学時代には公式戦83試合で10本塁打を記録したが、プロ入り後は長打狙いの打撃よりも、50m走5秒9の俊足を生かしたアベレージヒッターを目指している。セーフティーバントを得意とする一方、予想外の場面で本塁打を打つ意外性もあり、かつて広島で指揮を執った野村謙二郎からは「菊池はよく分からん」と評されている。
打順に関しては2016年から2017年にかけて田中広輔、菊池、丸佳浩がそれぞれ1番、2番、3番を務める「タナ・キク・マル」のトリオで知られていたことがあり、セ・リーグ3連覇を牽引した。ただし、2018年シーズンでは自身が2番を外れることもあった。
2番打者としてバントや右打ちに優れたつなぎ役である一方、2016年には最多安打と最多犠打を同時に受賞する（史上初）など、自ら安打でチャンスを広げるチャンスメーカーになれる能力も持つ。2022年にはセ・リーグ史上初となる100本塁打＆300犠打を達成した。特に犠打に関しては、2022年シーズン終了時で、シーズン最多犠打8回、6年連続シーズン最多犠打の日本プロ野球記録を樹立している。

### 守備
誰もが認める守備の名手として評価を得た二塁手である。2021年に行われた歴代最強の守備陣を決定する「三井ゴールデン・グラブ レジェンズ」のファン投票でも二塁手部門で1位となり、現役選手の中で唯一選出された。実際に、2013年から2022年にかけて、二塁手として史上最多となる10年連続でゴールデングラブ賞を受賞した。受賞10度は二塁手記録であり、10年連続受賞は元広島の監督山本浩二と並んでセ・リーグ最多タイ。
大学時代は遊撃手であり、12球団のスカウトからは「守りでプロの飯が食える」と評されていた。広島入団後は当時の正二塁手であった東出輝裕の故障離脱をきっかけに二塁手にコンバートされた。宮本慎也からは「彼の守備範囲の広さはすごい。」と称賛されているが、野村謙二郎は「人が追いつけない打球に追いつき、エラーにされてしまう」と話している。地肩が強く、大学生時で遠投117メートル。
2014年の日米野球では、第1戦でベン・ゾブリストが打ったヒット性の当たりを好捕したことから、MLB公式サイトのトップページで「離れ業を見せた。すばらしい、すごい守備だ」と紹介された。第3戦では、2度にわたるファインプレーで、日本代表投手陣の継投によるノーヒットノーランをアシスト。第6戦では、ホセ・アルトゥーベが打ったショートバウンドの打球が高く跳ねたところで捕球すると、斜め後ろ方向へのグラブトスでアウトを奪った。このプレーについて、MLB公式サイトでは、「全てのグラブトスの理想像を披露した」という表現で再び賛辞を掲載した。
2017年のWBCでは、3月12日2次ラウンドのオランダ戦の7回、ザンダー・ボガーツの二遊間への鋭い打球を逆シングルでダイビングキャッチすると、即座に体の反動を使って二塁カバーの坂本勇人にダイビングの状態でバックハンドのグラブトス。一塁走者を封殺したスーパープレーは、相手のオランダの選手が拍手をするほどで世界でも絶賛された。インターネットを通じて全世界で放映する「MLB.TV」の実況は「God Hand! in Second（日本の二塁には神の手がいる!）」と絶叫。海外から「魔法使い」と称された。
2016、2017年と、DELTA社の野手の守備における貢献度を測る「1.02 Fielding Awards」のセカンド部門で2年連続で12球団トップに選出されたが、2017年はゴロの処理範囲による得点はマイナスに転じている。二遊間の打球に強く一・二塁間の打球に弱い傾向があり、2017年は速い打球への弱さがはっきりと現れており、全体的なアウトを獲れた割合は低下している。平均的な同ポジションの選手と比べどれだけの失点を防いだかを表すアルティメット・ゾーン・レーティングの守備範囲評価（RngR）では、2017年は平均以下に転落している。2018年も3年連続で二塁手部門のアワードに選出されたが、ゴロ処理貢献は12球団平均レベルであり、加齢による肉体の衰えがあると推測されている。それに対し1位の座を維持できている理由としては、失策抑止（ErrR）、併殺完成（DPR）といった守備範囲以外の能力が優れていることが挙げられており、打球を確実に処理し併殺を多く奪うタイプに変貌していると評価されている。
2016年、2017年、2018年に、規定の守備イニングに到達した二塁手の中で両リーグベストのUZR（2016年：17.3、2017年：3.2、2018年：9.8）を記録している。
2020年10月15日の対読売ジャイアンツ21回戦（東京ドーム）で二塁手のシーズン連続守備機会無失策をセ・リーグ新記録の434に更新した。またこの年、二塁手としては史上初となるシーズン守備率10割を達成し、連続守備機会無失策も503まで伸ばした。2021年4月2日のDeNA戦で失策を記録し、二塁手としての連続守備機会無失策記録が569で止まった。

### 走塁

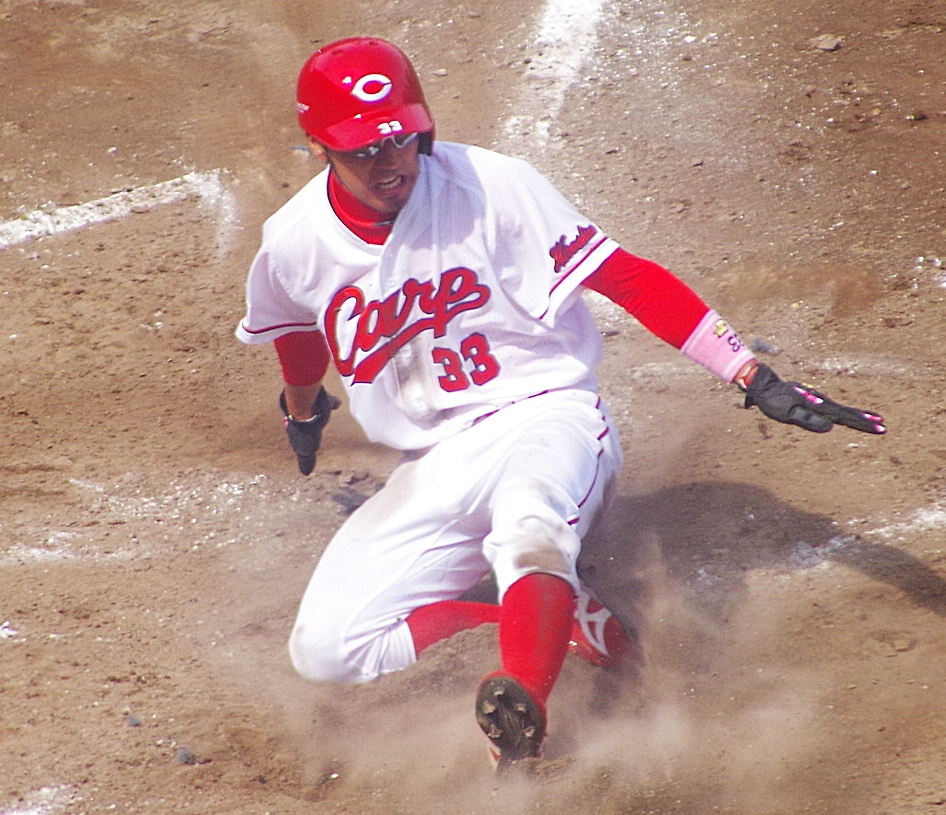
菊池のスライディング
（2014年5月5日、マツダスタジアムにて）

2014年4月24日の東京ヤクルトスワローズ戦（明治神宮野球場）では、打者の丸佳浩が放った三塁フェンス際のファウルフライで、一塁から二塁へのタッチアップを成功させるほどの俊足。

## 人物

### 人柄
- 明るい性格であり、広島入団後はムードメーカーとしてもチームを支えている[83]。

### 学生時代
- 大学時代は学業と野球部の活動に加えて、岐阜県中津川市にあるパチンコ店のベガス800（現：ベガス888）でアルバイトをしていた[84][注釈 4]。

### 背番号
- 2015年シーズン終了後に背番号変更を打診されたが、同郷の先輩で広島の背番号「33」の先輩でもある江藤智を尊敬していることからこれを固辞、生涯背番号「33」で通すことを宣言した[85][86]。

### その他エピソード
- 愛称は「キク」[83]、「忍者」[87]。
- プロ1年目に一軍初昇格を果たした際、当時のチームメイトにモミアゲを伸ばしている廣瀬純がおり、同じくチームメイトの石井琢朗から「お前、モミアゲ濃いな。つながるんじゃない？チャーリー（廣瀬）みたいにしてこい」と言われ、自身もモミアゲを伸ばすようになった。廣瀬からはモミアゲの手入れに関して色々と指導を受けたという[88]。なお、廣瀬が2016年に引退することが決まった際には、廣瀬に使われた応援歌（前奏部分の「広島伝説」）が菊池に受け継がれている[89]。
- 東京オリンピック 野球日本代表（侍ジャパン）として金メダルを獲得した功績をたたえ、2022年1月28日、東京都東大和市内の市立上仲原公園北側のコンビニエンスストア前に記念のゴールドポスト（第58号）が設置された（ゴールドポストプロジェクト[90]）。
- カープOBである山本浩二に憧れてパンチパーマをあてていた時期もある。

## 詳細情報

### 年度別打撃成績
| 年 度      | 球 団      | 試 合 | 打 席 | 打 数 | 得 点 | 安 打 | 二 塁 打 | 三 塁 打 | 本 塁 打 | 塁 打 | 打 点 | 盗 塁 | 盗 塁 死 | 犠 打 | 犠 飛 | 四 球 | 敬 遠 | 死 球 | 三 振 | 併 殺 打 | 打 率 | 出 塁 率 | 長 打 率 | O P S |
| ---------- | ---------- | ----- | ----- | ----- | ----- | ----- | -------- | -------- | -------- | ----- | ----- | ----- | -------- | ----- | ----- | ----- | ----- | ----- | ----- | -------- | ----- | -------- | -------- | ----- |
| 2012       | 広島       | 63    | 234   | 201   | 21    | 46    | 5        | 1        | 2        | 59    | 12    | 4     | 2        | 25    | 1     | 6     | 0     | 1     | 42    | 5        | .229  | .254     | .294     | .547  |
| 2013       | 広島       | 141   | 633   | 538   | 69    | 133   | 27       | 4        | 11       | 201   | 57    | 16    | 7        | 50    | 5     | 38    | 0     | 2     | 121   | 4        | .247  | .297     | .374     | .671  |
| 2014       | 広島       | 144   | 654   | 579   | 88    | 188   | 39       | 2        | 11       | 264   | 58    | 23    | 10       | 43    | 5     | 24    | 0     | 3     | 79    | 9        | .325  | .352     | .456     | .808  |
| 2015       | 広島       | 143   | 644   | 562   | 62    | 143   | 20       | 3        | 8        | 193   | 32    | 19    | 9        | 49    | 2     | 29    | 2     | 2     | 92    | 7        | .254  | .292     | .343     | .640  |
| 2016       | 広島       | 141   | 640   | 574   | 92    | 181   | 22       | 3        | 13       | 248   | 56    | 13    | 5        | 23    | 3     | 40    | 0     | 0     | 106   | 3        | .315  | .358     | .432     | .790  |
| 2017       | 広島       | 138   | 629   | 565   | 87    | 153   | 28       | 3        | 14       | 229   | 56    | 8     | 7        | 30    | 1     | 32    | 0     | 1     | 107   | 9        | .271  | .311     | .405     | .716  |
| 2018       | 広島       | 139   | 642   | 557   | 85    | 130   | 27       | 1        | 13       | 198   | 60    | 10    | 2        | 30    | 1     | 51    | 2     | 3     | 111   | 5        | .233  | .301     | .355     | .656  |
| 2019       | 広島       | 138   | 619   | 547   | 77    | 143   | 36       | 2        | 13       | 222   | 48    | 14    | 5        | 28    | 2     | 41    | 0     | 1     | 102   | 5        | .261  | .313     | .406     | .719  |
| 2020       | 広島       | 106   | 429   | 376   | 43    | 102   | 19       | 4        | 10       | 159   | 41    | 3     | 2        | 16    | 1     | 35    | 2     | 1     | 68    | 9        | .271  | .334     | .423     | .757  |
| 2021       | 広島       | 132   | 542   | 494   | 64    | 137   | 23       | 2        | 16       | 212   | 60    | 1     | 5        | 2     | 3     | 42    | 2     | 1     | 86    | 8        | .277  | .333     | .429     | .762  |
| 2022       | 広島       | 123   | 522   | 462   | 51    | 121   | 25       | 1        | 6        | 166   | 45    | 2     | 3        | 32    | 2     | 24    | 0     | 2     | 70    | 7        | .262  | .300     | .359     | .659  |
| 2023       | 広島       | 120   | 485   | 442   | 51    | 114   | 17       | 0        | 5        | 146   | 27    | 7     | 5        | 8     | 1     | 32    | 1     | 2     | 68    | 6        | .258  | .310     | .330     | .641  |
| 2024       | 広島       | 136   | 497   | 453   | 27    | 109   | 19       | 0        | 9        | 155   | 38    | 2     | 2        | 17    | 1     | 25    | 3     | 1     | 69    | 9        | .241  | .281     | .342     | .623  |
| 通算：13年 | 通算：13年 | 1664  | 7170  | 6350  | 817   | 1700  | 307      | 26       | 131      | 2452  | 590   | 122   | 64       | 353   | 28    | 419   | 12    | 20    | 1121  | 86       | .268  | .314     | .386     | .700  |

- 2024年度シーズン終了時
- 各年度の太字はリーグ最高

### WBCでの打撃成績
| 年 度 | 代 表 | 試 合 | 打 席 | 打 数 | 得 点 | 安 打 | 二 塁 打 | 三 塁 打 | 本 塁 打 | 塁 打 | 打 点 | 盗 塁 | 盗 塁 死 | 犠 打 | 犠 飛 | 四 球 | 敬 遠 | 死 球 | 三 振 | 併 殺 打 | 打 率 | 出 塁 率 | 長 打 率 |
| ----- | ----- | ----- | ----- | ----- | ----- | ----- | -------- | -------- | -------- | ----- | ----- | ----- | -------- | ----- | ----- | ----- | ----- | ----- | ----- | -------- | ----- | -------- | -------- |
| 2017  | 日本  | 7     | 34    | 30    | 4     | 8     | 1        | 0        | 1        | 12    | 4     | 1     | 0        | 2     | 0     | 2     | 1     | 0     | 7     | 1        | .267  | .313     | .400     |

### WBSCプレミア12での打撃成績
| 年 度 | 代 表 | 試 合 | 打 席 | 打 数 | 得 点 | 安 打 | 二 塁 打 | 三 塁 打 | 本 塁 打 | 塁 打 | 打 点 | 盗 塁 | 盗 塁 死 | 犠 打 | 犠 飛 | 四 球 | 敬 遠 | 死 球 | 三 振 | 併 殺 打 | 打 率 | 出 塁 率 | 長 打 率 |
| ----- | ----- | ----- | ----- | ----- | ----- | ----- | -------- | -------- | -------- | ----- | ----- | ----- | -------- | ----- | ----- | ----- | ----- | ----- | ----- | -------- | ----- | -------- | -------- |
| 2019  | 日本  | 7     | 27    | 24    | 5     | 8     | 2        | 0        | 0        | 10    | 4     | 0     | 0        | 2     | 0     | 1     | 0     | 0     | 3     | 1        | .333  | .407     | .417     |

- 太字は大会最高

### オリンピックでの打撃成績
| 年 度 | 代 表 | 試 合 | 打 席 | 打 数 | 得 点 | 安 打 | 二 塁 打 | 三 塁 打 | 本 塁 打 | 塁 打 | 打 点 | 盗 塁 | 盗 塁 死 | 犠 打 | 犠 飛 | 四 球 | 敬 遠 | 死 球 | 三 振 | 併 殺 打 | 打 率 | 出 塁 率 | 長 打 率 | O P S |
| ----- | ----- | ----- | ----- | ----- | ----- | ----- | -------- | -------- | -------- | ----- | ----- | ----- | -------- | ----- | ----- | ----- | ----- | ----- | ----- | -------- | ----- | -------- | -------- | ----- |
| 2021  | 日本  | 4     | 15    | 15    | 0     | 2     | 0        | 0        | 0        | 2     | 1     | 1     | 0        | 0     | 0     | 0     | 0     | 0     | 4     | 1        | .133  | .133     | .133     | .267  |

### 年度別守備成績
| 年 度 | 球 団 | 二塁  | 二塁  | 二塁  | 二塁  | 二塁  | 二塁     | 三塁  | 三塁  | 三塁  | 三塁  | 三塁  | 三塁     | 遊撃  | 遊撃  | 遊撃  | 遊撃  | 遊撃  | 遊撃     |
| 年 度 | 球 団 | 試 合 | 刺 殺 | 補 殺 | 失 策 | 併 殺 | 守 備 率 | 試 合 | 刺 殺 | 補 殺 | 失 策 | 併 殺 | 守 備 率 | 試 合 | 刺 殺 | 補 殺 | 失 策 | 併 殺 | 守 備 率 |
| ----- | ----- | ----- | ----- | ----- | ----- | ----- | -------- | ----- | ----- | ----- | ----- | ----- | -------- | ----- | ----- | ----- | ----- | ----- | -------- |
| 2012  | 広島  | 56    | 118   | 176   | 9     | 28    | .970     | 1     | 0     | 0     | 0     | 0     | .000     | 9     | 9     | 13    | 0     | 4     | 1.000    |
| 2013  | 広島  | 141   | 351   | 528   | 18    | 115   | .980     | -     | -     | -     | -     | -     | -        | 11    | 13    | 16    | 1     | 3     | .967     |
| 2014  | 広島  | 144   | 359   | 535   | 12    | 109   | .987     | -     | -     | -     | -     | -     | -        | -     | -     | -     | -     | -     | -        |
| 2015  | 広島  | 143   | 324   | 484   | 10    | 81    | .988     | -     | -     | -     | -     | -     | -        | -     | -     | -     | -     | -     | -        |
| 2016  | 広島  | 141   | 307   | 525   | 4     | 102   | .995     | -     | -     | -     | -     | -     | -        | -     | -     | -     | -     | -     | -        |
| 2017  | 広島  | 138   | 281   | 407   | 5     | 81    | .993     | -     | -     | -     | -     | -     | -        | -     | -     | -     | -     | -     | -        |
| 2018  | 広島  | 139   | 296   | 420   | 3     | 92    | .996     | -     | -     | -     | -     | -     | -        | -     | -     | -     | -     | -     | -        |
| 2019  | 広島  | 138   | 272   | 387   | 10    | 80    | .985     | -     | -     | -     | -     | -     | -        | -     | -     | -     | -     | -     | -        |
| 2020  | 広島  | 103   | 193   | 310   | 0     | 66    | 1.000    | -     | -     | -     | -     | -     | -        | -     | -     | -     | -     | -     | -        |
| 2021  | 広島  | 131   | 231   | 345   | 5     | 75    | .991     | -     | -     | -     | -     | -     | -        | -     | -     | -     | -     | -     | -        |
| 2022  | 広島  | 120   | 255   | 332   | 3     | 71    | .995     | -     | -     | -     | -     | -     | -        | -     | -     | -     | -     | -     | -        |
| 2023  | 広島  | 116   | 234   | 313   | 3     | 68    | .995     | -     | -     | -     | -     | -     | -        | -     | -     | -     | -     | -     | -        |
| 2024  | 広島  | 135   | 257   | 362   | 7     | 67    | .989     | -     | -     | -     | -     | -     | -        | -     | -     | -     | -     | -     | -        |
| 通算  | 通算  | 1645  | 3478  | 5124  | 89    | 1035  | .990     | 1     | 0     | 0     | 0     | 0     | .000     | 20    | 22    | 29    | 1     | 7     | .981     |

- 2024年度シーズン終了時
- 各年度の太字はリーグ最高、赤太字はNPBにおける歴代最高
- 太字年はゴールデングラブ賞受賞

### タイトル
- 最多安打：1回（2016年）

### 表彰
NPB
- ベストナイン：2回（二塁手部門：2017年、2020年）
- ゴールデングラブ賞：10回（二塁手部門：2013年 - 2022年） ※10年連続は山本浩二に並びセ・リーグ最長タイ、二塁手では歴代最長、二塁手部門で10度受賞は歴代最多
  - 三井ゴールデン・グラブ レジェンズ（二塁手部門）
- 月間MVP：3回（打者部門：2014年6月[91]、2016年8月[92]、2021年3月・4月[93]）
- クライマックスシリーズMVP：1回（2018年[33]）
- セ・リーグ連盟特別表彰：1回（2020年）※プロ野球史上初の二塁手守備率10割（シーズン無失策）
- オールスターゲーム最優秀選手賞（MVP）：1回（2021年第1戦）
- オールスターゲームTwitter賞：1回（2021年）

- 月間サヨナラ賞：1回（2024年8月[55][94]）

国際大会
- WBSCプレミア12・最優秀守備選手：1回（2019年）
- WBSCプレミア12・ベストナイン：1回（二塁手：2019年）

### 記録
初記録
- 初出場：2012年6月30日、対横浜DeNAベイスターズ8回戦（MAZDA Zoom-Zoom スタジアム広島）、5回裏にブライアン・バリントンの代打で出場
- 初打席：同上、5回裏に藤井秀悟から二飛
- 初先発出場：2012年7月1日、対横浜DeNAベイスターズ9回戦（MAZDA Zoom-Zoom スタジアム広島）、「7番・二塁手」で先発出場
- 初安打：同上、5回裏に山本省吾から右越三塁打
- 初打点：2012年7月3日、対阪神タイガース9回戦（坊っちゃんスタジアム）、9回表に安部友裕の代打で出場、榎田大樹から左前適時打
- 初盗塁：同上、9回表に二盗（投手：榎田大樹、捕手：小宮山慎二）※二塁走者・天谷宗一郎と重盗
- 初本塁打：2012年8月21日、対横浜DeNAベイスターズ15回戦（MAZDA Zoom-Zoom スタジアム広島）、1回裏に三浦大輔から左越ソロ

節目の記録
- 200犠打：2017年6月10日、対東北楽天ゴールデンイーグルス2回戦（Koboパーク宮城）、4回表に美馬学から一前犠打 ※史上39人目[95]
- 250犠打：2018年9月29日、対読売ジャイアンツ23回戦（東京ドーム）、3回表に今村信貴から一前犠打 ※史上20人目[96]
- 1000安打：2019年4月27日、対東京ヤクルトスワローズ4回戦（明治神宮野球場）、4回表に小川泰弘から中前安打 ※史上295人目[97]
- 1000試合出場：2019年7月24日、対中日ドラゴンズ16回戦（MAZDA Zoom-Zoom スタジアム広島）、「2番・二塁手」で先発出場 ※史上501人目[98]
- 100本塁打：2021年4月16日、対中日ドラゴンズ4回戦（バンテリンドーム ナゴヤ）、1回表に松葉貴大から左越ソロ ※史上299人目[99]
- 300犠打：2022年3月29日、対阪神タイガース1回戦（MAZDA Zoom-Zoom スタジアム広島）、3回裏無死一塁に西勇輝から投前犠打 ※史上8人目[5]
- 1500安打：2023年4月27日、対中日ドラゴンズ4回戦（MAZDA Zoom-Zoom スタジアム広島）、3回裏に柳裕也から三前安打 ※史上132人目[100]
- 1000三振：2023年5月14日、対読売ジャイアンツ9回戦（東京ドーム）、5回表に赤星優志から見逃し三振 ※史上76人目[101]
- 1500試合出場：2023年8月12日、対中日ドラゴンズ17回戦（バンテリンドーム ナゴヤ）、「6番・二塁手」で先発出場 ※史上205人目[102]
- 300二塁打：2024年8月14日、対横浜DeNAベイスターズ19回戦（MAZDA Zoom-Zoomスタジアム広島）、7回裏に山﨑康晃から左越二塁打 ※史上78人目[54]
- 350犠打：2024年8月29日、対中日ドラゴンズ19回戦（バンテリンドームナゴヤ）、5回表無死二塁に松葉貴大から投前犠打 ※史上5人目、球団初[103]

その他の記録
- 打撃
  - シーズン50犠打：2013年 ※広島球団記録
  - シーズン最多犠打：8回（2013年、2015年 - 2020年、2022年）※NPB記録
  - 6年連続シーズン最多犠打（2015年 - 2020年）※NPB記録
  - シーズン39二塁打：2014年 ※広島球団記録
  - 最多安打と最多犠打の同一シーズンでの同時達成：2016年 ※NPB史上初
- 守備
  - 二塁手シーズン535補殺：2014年 ※NPB記録
  - 二塁手シーズン503守備機会連続無失策：2020年 ※セ・リーグ記録[104]
  - 二塁手として569守備機会連続無失策：2019年9月16日 - 2021年4月2日 ※NPB記録[3]
  - 二塁手シーズン守備率10割：2020年 ※NPB記録
  - 二塁手として10年連続ゴールデングラブ賞：2013年 - 2022年 ※NPB記録[47]
- その他
  - オールスターゲーム出場：7回（2014年、2015年、2016年、2017年、2018年、2019年、2021年）

### 背番号
- 33（2012年[10] - ）
  - 4（野球日本代表出場時）

### 登場曲
- 「Carlito (Who's That Boy?)」Carlito（2012年）
- 「Games People Play」インナー・サークル（2013年）
- 「ゆずれない願い」田村直美（2013年）
- 「#33」Mebius（2014年 - ）
- 「涼介」山本圭壱（2015年 - ）
- 「ワッショイワッショイ」山本圭壱（2017年 - ）

### 代表歴
- 2017 ワールド・ベースボール・クラシック日本代表
- 2019 WBSCプレミア12 日本代表
- 2020年東京オリンピックの野球競技・日本代表

## 関連情報

### 著書
- 『二塁手革命』光文社、2015年4月。ISBN 978-4334038519。
- 異次元へ 型破りの守備・攻撃&メンタル追求バイブル（2018年3月31日、廣済堂出版）

共著
- 菊池涼介 丸佳浩 メッセージBOOKコンビスペシャル -キクマル魂-（2014年8月31日、廣済堂出版）

連載
- 菊池涼介の脳内革迷（広島アスリートマガジン 2014年）
- キクに聞くお悩み相談Vol.2（広島アスリートマガジン 2016年8月号 - 2017年1月号）

### CM
- 中国電力（2016年、2017年）
  - 中国電力 知らなかった涼介～貯まる＆交換 編（ブラッド・エルドレッドと一緒に出演）（2016年）
  - 中国電力 エネルギアポイントサービス変わった 編（2017年）
- サントリー烏龍茶 菊池涼介ボトル（2017年）中国・四国エリア数量限定発売。サントリー烏龍茶アンバサダーに就任。
  - サントリー烏龍茶 菊池涼介ボトル「菊池選手の烏龍茶生活」篇 30秒
  - サントリー烏龍茶 菊池涼介ボトル「菊池選手に会ってきた・ほんとに好き？」篇 30秒
  - サントリー烏龍茶 菊池涼介ボトル「菊池選手に会ってきた・合う食べ物は？」篇 30秒
  - サントリー烏龍茶 菊池涼介ボトル「菊池選手に会ってきた・感謝状」篇 30秒
  - サントリー烏龍茶 菊池涼介ボトル「菊池選手に会ってきた・似顔絵」篇
  - サントリー烏龍茶 菊池涼介ボトル「菊池選手に会ってきた・どこが好き？」篇
- サントリー烏龍茶 菊池涼介ボトル（2018年）中国・四国エリア数量限定発売。
  - サントリー烏龍茶 菊池涼介ボトル「菊池選手に会ってきた・さらにすごいの」篇（新井貴浩選手と出演）
  - サントリー烏龍茶 菊池涼介ボトル「菊池選手に会ってきた・ポーズ」篇（新井貴浩選手と出演）
  - サントリー烏龍茶 菊池涼介ボトル「菊池選手に会ってきた・直筆パネル」篇（新井貴浩選手と出演）
  - サントリー烏龍茶 菊池涼介ボトル「菊池選手の烏龍茶生活」篇
  - サントリー烏龍茶 菊池涼介ボトル「オールドユニフォームA」篇（新井貴浩選手と出演）
  - サントリー烏龍茶 菊池涼介ボトル「進化した等身大パネル」篇（新井貴浩選手と出演）